# Diaphorus simplex
Diaphorus simplex är en tvåvingeart som först beskrevs av Aldrich 1896.  Diaphorus simplex ingår i släktet Diaphorus och familjen styltflugor. Inga underarter finns listade i Catalogue of Life.